# Regionalna politika Europske unije
Regionalna politika Europske unije slijedi ciljeve ojačenja gospodarstvene i socijalne kohezije unutar Europske unije čiji je cilj smanjiti razlike u razvoju među regijama zemalja članica. Regionalna je politika usmjerena na poboljšanje životnih uvjeta pučanstva najmanje razvijenih dijelova Unije pomoću smanjivanja strukturnih razlika između regija i promicanjem ravnomjernog regionalnog razvoja.
Regionalna politika slijdi višegodišnje financijske okvie i druga najveća stavka u proračunu Europske unije.
U napretku pojedinih regija i zemalja članica EU postoje velike razlike. Prema visini BDP-a po stanovniku najrazvijenije
se regije nalaze u urbanim dijelovima Londona, Bruxellesa i Hamburga. 
Najbogatija zemlja je Luksemburg.

#### Područja definirana kao manje razvijena
- Bugarska - cijela
- Hrvatska - cijela
- Češka - cijela (osim Praga)
- Estonija - cijela
- Francuska - Francuska Gvajana, Guadeloupe, Martinique, Réunion
- Grčka - Anatoliki Makedonia Thraki, Dytiki Ellada, Ipeiros, Kentriki Makedonia, Thessalia
- Mađarska - cijela (osim Središnja Mađarska)
- Italija - Basilicata, Calabria, Campania, Apulija, Sicilija
- Latvija - cijela
- Litva - cijela
- Poljska - cijela (osim Mazovjeckog vojvodstva)
- Portugal - Alentejo, Azori, Centro, Norte
- Rumunjska - cijela (osim Bukurešta)
- Slovačka - cijela (osim grada Bratislave)
- Slovenija - istočna Slovenija
- Španjolska - Extremadura
- Velika Britanija - Cornwall i Isles Scilly, West Wales i doline

## Financijski instrumenti europske regionalne politike
Regionalna politika se financira iz fondova zemalja članica EU. Sredstva za regionalni razvoj raspodjeljuju se primjerice putem sljedećih fondova.
- Europski fond za regionalni razvoj
- Kohezijski fond
- Europski socijalni fond
- Fond solidarnosti EU-a

## Vanjske poveznice
- Službena stranica
- Ministarstvo regionalnoga razvoja i fondova Europske unije  Arhivirana inačica izvorne stranice od 4. srpnja 2016. (Wayback Machine)